# Millennium Pipeline
Millennium Pipeline — трубопровід у штаті Нью-Йорк, споруджений для постачання природного газу до околиць однойменного міста.
Газопровід, введений в дію у 2008 році, починається на заході штату та прямує спершу на схід, а потім на південний схід до найбільшого міста США, де сполучається зі сховищами та трубопроводом Algonquin Gas Transmission. Його проклали по маршруту демонтованої лінії діаметром 250 мм, спорудженої за сім десятиліть до того. При цьому траса Millennium Pipeline в основному пролягає паралельно одній із гілок розвиненої в північно-східних штатах системи Columbia Gas Transmission, що забезпечує можливості для маневрування ресурсами.
Довжина газопроводу становить 230 миль, пропускна здатність при діаметрі труб 750 мм — до 5,4 млрд м3 на рік. Первісно ресурс для наповнення Millennium Pipeline повинен був надходити з Канади через Empire Pipeline. Втім, «сланцева революція», одним з центрів якої стала сусідня з Нью-Йорком Пенсильванія, призвела до зростаючої ролі цього джерела.
Збільшення попиту на блакитне паливо потребувало модернізації газопроводу. Його експлуатація почалася з однією компресорною станцією у Corning, куди виходить перемичка від Empire Pipeline. В 2013—2014 ввели в дію ще дві та планується додати таку ж кількість.